# La Voûte invisible
La Voûte invisible est le neuvième roman de la série Les Conquérants de l'impossible écrite par Philippe Ébly. Ce roman a été édité pour la première fois en 1976 chez Hachette dans la collection Bibliothèque verte. 
L'épisode suivant est L'Île surgie de la mer.

## Résumé
Serge, Thibault et Xolotl sont envoyés dans le temps pour une durée d'un mois par le professeur Auvernaux. Ils se retrouvent en Bretagne, près des Alignements de Carnac, cinq mille ans après notre époque, en l'an 7000. Ils découvrent vite que la zone dans laquelle ils se trouvent est surplombée par un immense dôme invisible, qui englobe un lieu à l'état de jungle et qui empêche, en raison d'un champ de force invisible mais très puissant, de quitter la zone. 
Ils rencontrent des humains qui vivent sous le dôme : ils sont revenus à l'âge de pierre, et ne connaissent ni le feu ni des technologies de base comme le travail du fer ou la domestication des animaux. Après avoir vécu sous « la voûte invisible » durant le mois de l'expérience, les trois jeunes gens reviennent au présent. Durant leur voyage temporel, ils ont compris que la zone faisait l'objet d'une quarantaine en raison d'un accident nucléaire survenu deux ou trois siècles auparavant. Néanmoins, durant l'aventure, Thibault a été irradié, si bien que dès le retour, il est hospitalisé en urgence. 
Note : Le roman, de nouveau, met en scène des héros qui font un long voyage, qui se heurtent à un obstacle physique les empêchant de se mouvoir normalement, puis qui finissent par revenir chez eux.

## Les différentes éditions
- 1976 : Hachette, Bibliothèque verte, cartonné, texte original. Illustrations de Yvon Le Gall. 184 p.  (ISBN 2-01-002488-5)
- 1983 : Hachette, Bibliothèque verte, cartonné (série hachurée). Illustrations de (inconnu).
- 1993 : Hachette, Bibliothèque verte, format poche souple, texte original. Illustrations d'Erik Juszezak no 112, 218 p.  (ISBN 2-01-021097-2)
- 2003 : Éditions Degliame, collection : Le cadran bleu : science-fiction ; no 31, format souple, texte original. Illustrations de Philippe Munch, 167 p.  (ISBN 2-914088-31-0)